# Marocaulus angulosus
Marocaulus angulosus är en skalbaggsart som beskrevs av Leon Fairmaire 1905. Marocaulus angulosus ingår i släktet Marocaulus och familjen långhorningar.
Artens utbredningsområde är Madagaskar. Inga underarter finns listade i Catalogue of Life.